# نادي ملادا بوليسلاف
نادي ملادا بوليسلاف هو نادي كرة قدم تشيكي مقره في مدينة ملادا بوليسلاف. يلعب النادي حالياً في الدوري الممتاز. يعتبر من أقدم الأندية في جمهورية التشيك حيث تأسس سنة 1902.

## وصلات خارجية
- الموقع الرسمي بالتشيكية
- الموقع الرسمي بالإنجليزية